# Ben Van Duppen
Ben Van Duppen (31 oktober 1989) is een Belgisch fysicus en een politicus voor de marxistische politieke partij PVDA.

## Levensloop
Ben Van Duppen is de zoon van Geneeskunde voor het Volk-dokters Dirk Van Duppen en Lieve Seuntjens. 
Van Duppen studeerde fysica aan de Universiteit Antwerpen (UA) van 2007 tot 2012. In 2016 verdedigde hij zijn doctoraat, waarna hij aan de slag ging als postdoctoraal onderzoeker en lesgever in vastestof- en kwantumfysica. In 2017 won hij de Vlaamse PhD-cup, een prijs voor jonge onderzoekers die helder over hun doctoraat kunnen communiceren. In 2019 won hij de Prijs Robert Oppenheimer van de UA.
Van 2008 tot 2018 was hij voorzitter van de Pioniers, de jeugdbeweging van de PVDA. Bij de Vlaamse verkiezingen 2014 was hij lijstduwer bij de opvolgers in de kieskring Antwerpen. Bij de lokale verkiezingen van 2018 stond hij op de 7e plaats voor de districtsraad van Borgerhout en eindigde hij als 2e opvolger. In 2019 legde hij de eed af als districtsschepen in Borgerhout, waar PVDA bestuurt met Groen en Vooruit. Bij de Vlaamse verkiezingen 2019 kreeg hij de 32e plaats op de PVDA-lijst in de kieskring Antwerpen.
In de gemeenteraadsverkiezingen van 2024 is Van Duppen aangesteld als lijsttrekker voor PVDA in de stad Antwerpen, waarmee hij Peter Mertens opvolgt.